# Hypenos z Elidy
Hypenos z Elidy (gr. Ύπηνος ο Πισαίος, Ύπηνος ο Ηλείος) – starożytny biegacz z Pisy w Elidzie, pierwszy zwycięzca olimpijski w biegu na dystansie dwóch stadionów – diaulosie podczas XIV igrzysk olimpijskich w 724 p.n.e., kiedy to diaulos został wprowadzony jako konkurencja olimpijska.  
O zwycięstwie Hypenosa wspomina grecki geograf Pauzaniasz w swoim traktacie Wędrówki po Helladzie.